# IC 1818
IC 1818 ist eine elliptische Galaxie mit aktivem Galaxienkern vom Hubble-Typ E0 im Sternbild Walfisch am Südsternhimmel. Sie ist schätzungsweise 202 Millionen Lichtjahre von der Milchstraße entfernt und hat einen Durchmesser von etwa 30.000 Lj.

Im selben Himmelsareal befinden sich u. a. die Galaxien NGC 977, NGC 981, NGC 1006, NGC 1010.
Das Objekt wurde am 6. Januar 1899 von Herbert Alonzo Howe entdeckt.